# Goni
Goni è un comune italiano di 432 abitanti della città metropolitana di Cagliari.

## Storia
Area abitata già nel IV - III millennio a.C. per la presenza nel territorio di importanti aree archeologiche, e poi in epoca nuragica, nel medioevo appartenne al giudicato di Cagliari e fece parte della curatoria di Siurgus. Alla caduta del giudicato (1258) passò ai pisani, e successivamente (1324) agli aragonesi, sotto i quali divenne un feudo. Nel 1348, il re d'Aragona Pietro IV il Cerimonioso la trasformò in feudo e la assegnò a Guglielmo de Torres, giurisperito e assessore del governo di Cagliari. Nel 1552 appartenne a Tiberio Sanna, membro di una delle più antiche famiglie sarde legate da sempre alla causa aragonese. Incorporato successivamente (1747) nel marchesato di San Tommaso, fu un feudo dei Cervellon e successivamente dei Nin. A questi ultimi fu riscattato nel 1839 con la soppressione del sistema feudale.

### Simboli
Lo stemma e il gonfalone del comune di Goni sono stati concessi con decreto del presidente della Repubblica del 20 dicembre 2001.
(D.P.R. del 20.12.2001)
Il gonfalone è un drappo partito di bianco e di verde.

## Monumenti e luoghi d'interesse

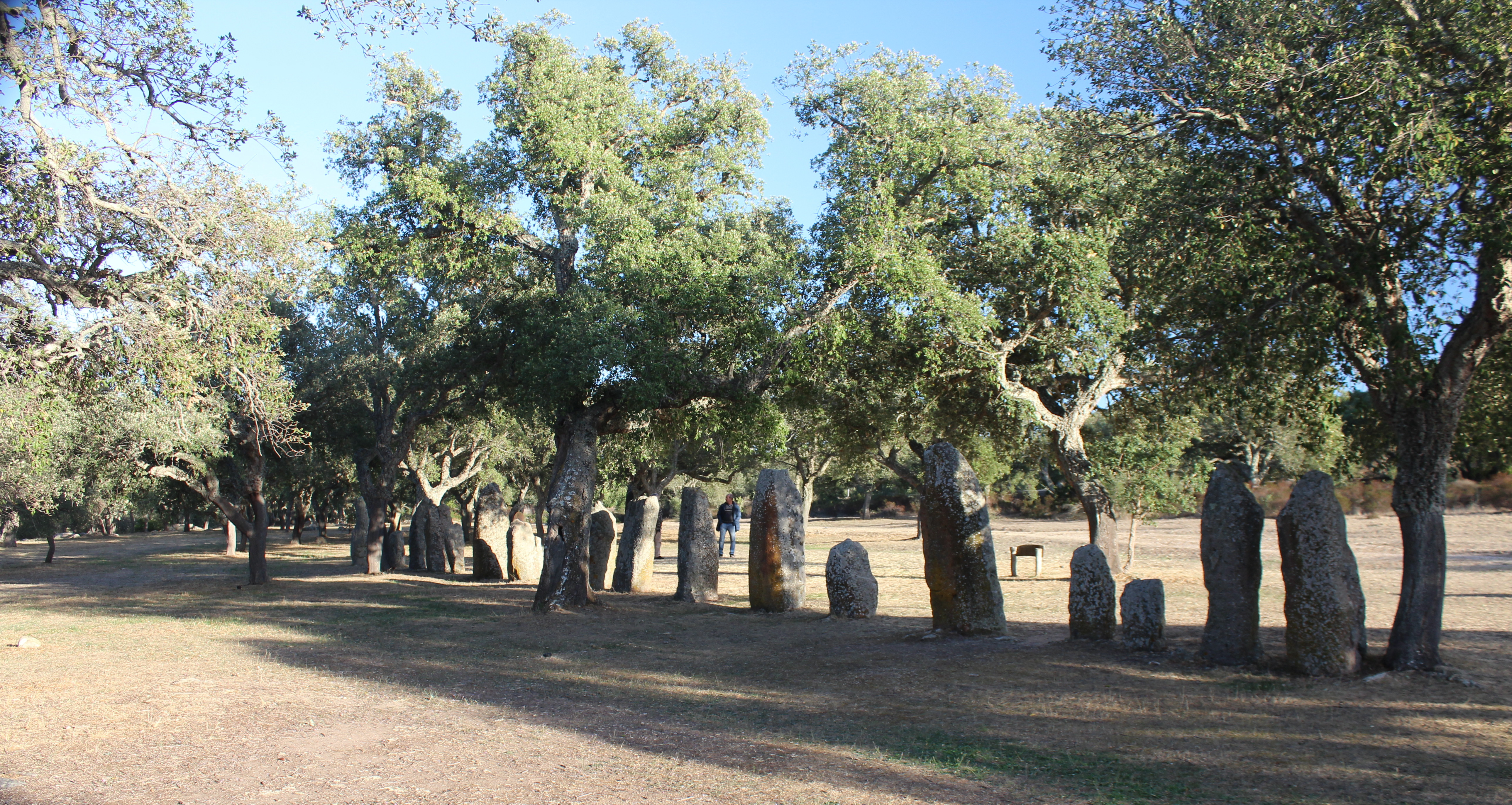
Goni Prenuragica

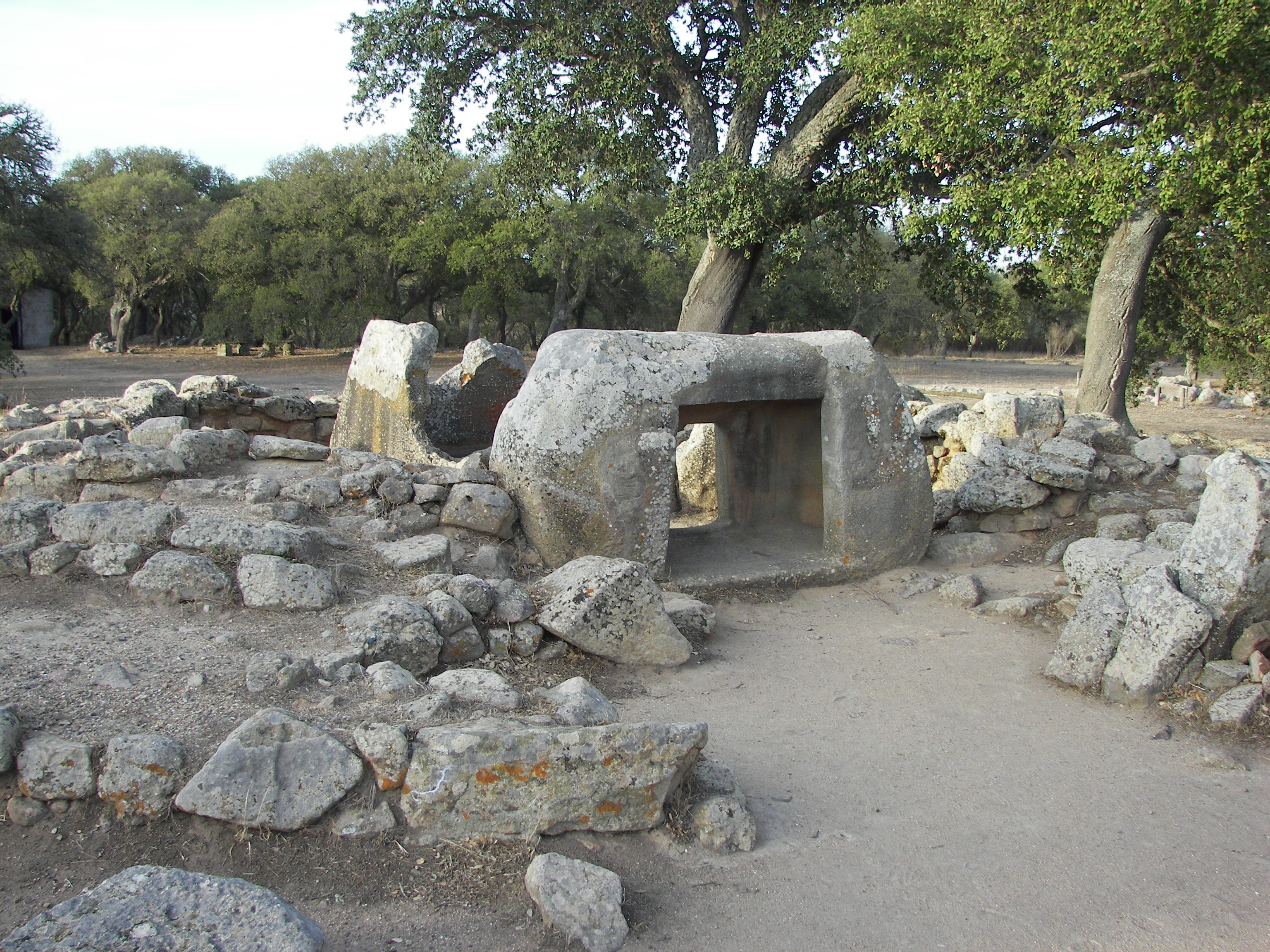
Parco archeologico di Pranu Muttedu

### Siti archeologici
Nel territorio del paese si trova l'importante sito archeologico di Pranu Muttedu.

## Società

### Evoluzione demografica
Abitanti censiti

## Amministrazione
| Periodo         | Periodo         | Primo cittadino       | Partito                             | Carica  | Note  |
| --------------- | --------------- | --------------------- | ----------------------------------- | ------- | ----- |
| 31 maggio 2015  | 26 ottobre 2020 | Giovanni Maria Cabras | Lista civica "Gettiamo le basi"     | Sindaco |       |
| 26 ottobre 2020 | 10 maggio 2024  | Emanuela Guggeri      | Lista civica "Rin@scita gonese 2.0" | Sindaco | [ 6 ] |